# Легат Гедеона Дунђерског
Легат Гедеона Дунђерског је посебна библиотека коју је 1929. године откупио Гедеон Дунђерски од познатог библиофила Петра Стојадиновића и поклонио је Универзитетској библиотеци Светозар Марковић у Београду.

## Историјат
Петар Стојадиновић је био библиофил. У тренутку кад се сазнало да он продаје своју библиотеку било је пуно заинтересованих, чак и из иностранства. Управа Универзитетске библиотеке није имала средстава да сама откупи ову вредну библиотеку. Обратила се Михајлу Пупину да је он откупи и поклони Универзитету. Пупин је предложио да се окупи више донатора и да ће он бити један од њих, али да није у могућности да сам уложи толика средства. 
Дунђерски је откупио изузетно вредну збирку за 320 000 динара. На тај начин је спречио да се културно благо разнесе по свету.
Ова посебна библиотека је друга по богатству и вредности публикација, после посебне библиотеке Јоце Вујића која је касније поклоњена Универзитетској библиотеци. Садржи око 8000 књига и 4841 инвентарни број. Састоји се од српских књига и часописа до којих је данас изузетно тешко доћи. Ова библиотека носи ознаку ПБ5.

## О Гедеону Дунђерском
Гедеон Дунђерски (Сентомаш (данас Србобран), 1875 - Будимпешта, 1939) био је српски велепоседник, индустријалац, правник, банкар, добротвор. Гедеон Геда Дунђерски основну школу завршио је у Србобрану, матурирао у српској гимназији у Новом Саду, а потом је уписао студије права. Докторирао је у Будимпешти у 21. години. Као равноправни ортак са оцем, Лазаром Дунђерским, управљао је целокупном породичном имовином. Био је председник Матице српске од 1911. до 1920. године

## О легату
Легат садржи око 8000 књига и 4841 инвентарни број. 
- Штампане и рукописне књиге од 15. до 18. века
- Старе и ретке књиге из 18. века
- Ретке књиге из прве половине 19. века
- Часописи
- Оригинална писма из периода 17. до 20 века

### Штампане и рукописне књиге од 15. до 18. века
Легат садржи 11 штампаних србуља из 16. века.
- Четворојеванђеље Тројана Гундулића, прва штампана књига у Београду из 1552. године
- Четворојеванђеље јеромонаха Мардарија из Мркшине цркве из 1562.
- Одломак Цетињског октоиха из 1494. године, прве штампане књиге на нашим просторима.
- 7 рукописних књига од 16. до 18. века: Минеј за април игумана Павла из 1541. године.

### Часописи
- Бранково Коло
- Весник Српске цркве
- Позориште
- Српски Сион
- Отаџбина
- Сербскиј народни лист
- Здравље
- Дело
- Женски свет
- Наставник
- Нова искра
- Виенац
- Сербска пчела
- Стражилово
- Браник
- Хришћански весник

### Писма
У легату се налази и 160 оригиналних писама из периода 18. до 20. века. То су писма Вићентија Ракића, Саве Текелије, Димитрија Фрушића, Петра Петровића Његоша, Лукијана Мушицког, Лазе Костића, Ватрослава Јагића, Јована Јовановића Змаја, Илариона Руварца. Највише писама припадају свештенству, патријарсима, митрополитима и епископима Српске православне цркве из 18. века и почетка 20. века (Арсеније Јовановић, Јосиф Рајачић).